# پردازش متقاطع
پردازش متقاطع (گاهی اوقات به اختصار Xpro) پردازش عمدی فیلم عکاسی در یک محلول شیمیایی است که برای نوع دیگری از فیلم در نظر گرفته شده‌است. این اثر به‌طور مستقل توسط بسیاری از عکاسان مختلف اغلب به اشتباه کشف شد. در این روش عکس‌های پردازش شده رنگی اغلب با رنگ‌های غیرطبیعی و کنتراست بالا تولید می‌شوند. نتایج پردازش متقاطع از موردی به مورد دیگر متفاوت است، زیرا نتایج توسط عوامل بسیاری مانند ساخت و نوع فیلم مورد استفاده، میزان نور قرار گرفته بر روی فیلم و ماده شیمیایی مورد استفاده برای ایجاد فیلم تعیین می‌شود. پردازش متقاطع در انواع شیوه‌های عکاسی و فیلمبرداری استفاده شده‌است که مهم‌ترین آنها در دهه ۱۹۹۰ محبوبیت یافت. افکت‌های مشابه را می‌توان با افکت‌های فیلتر دیجیتال نیز به دست آورد.

پردازش متقاطع بیشترین کاربرد را در عکاسی مد در دهه ۱۹۹۰ داشت. برخی از پیشگامان برجسته علاقه عکاسی مد عبارتند از: نیک نایت و آنتون کوربین.

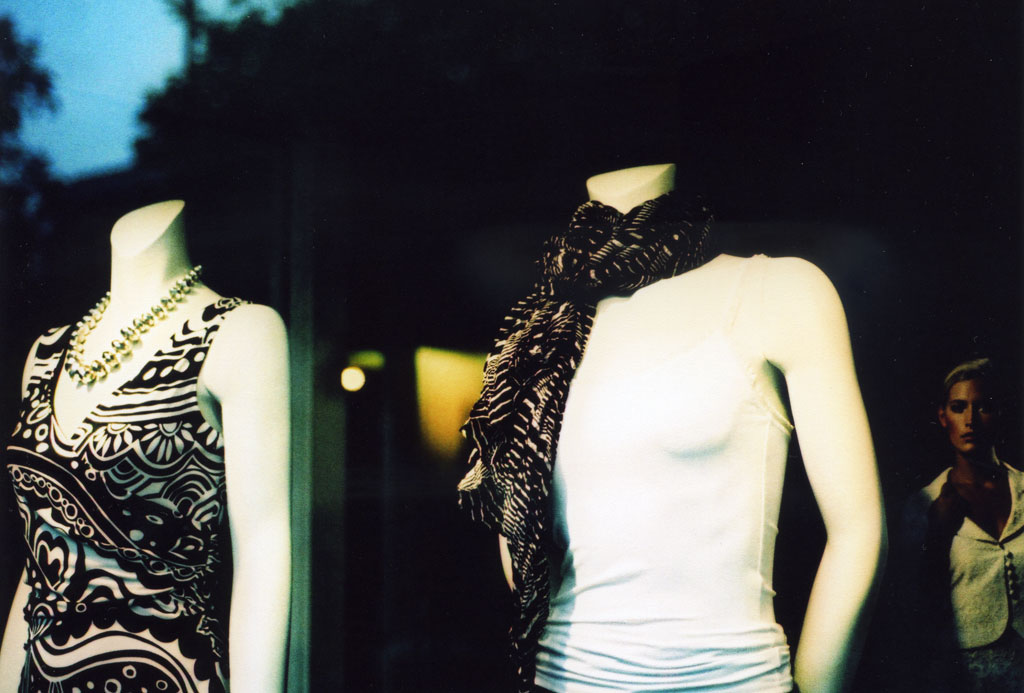
فیلم Agfa CT Precisa 100 که در EI 80 گرفته شد و سپس با C-41 شیمی پردازش شد.
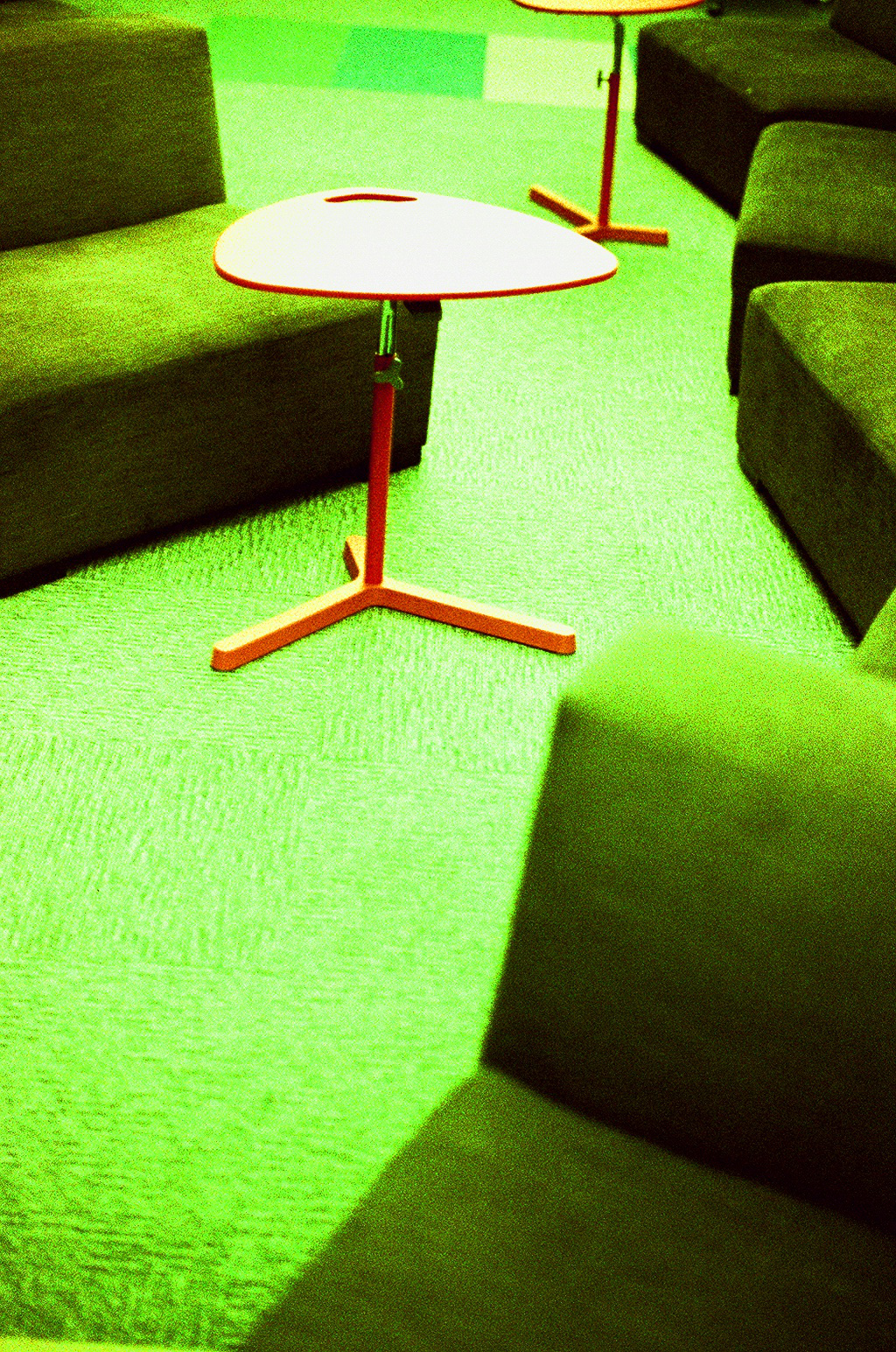
فیلم 200 ISO Lomography Slide/Xpro، پردازش شده با شیمی C-41
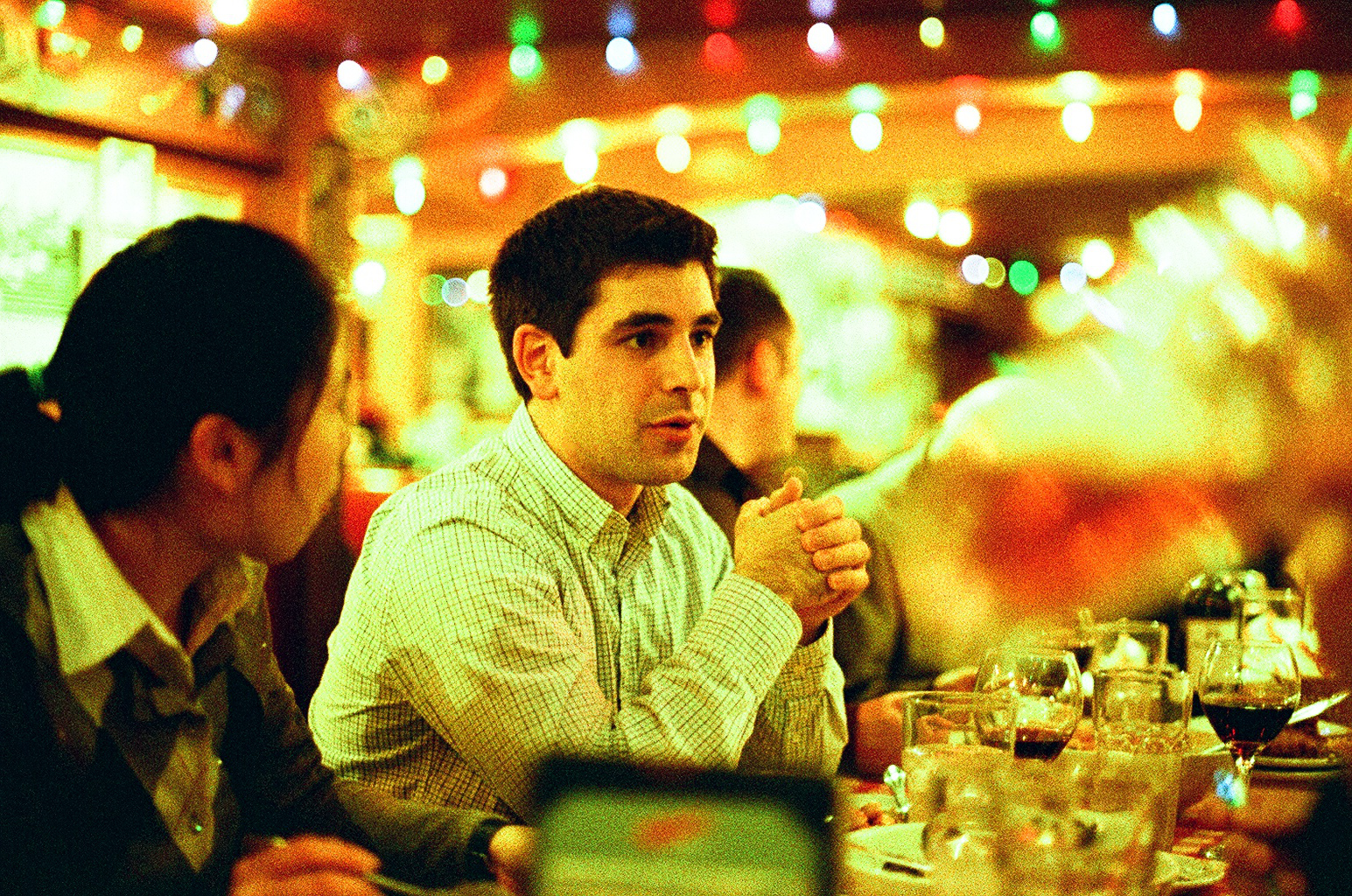
فیلم 200 ISO Lomography Slide/Xpro، پردازش شده با شیمی C-41
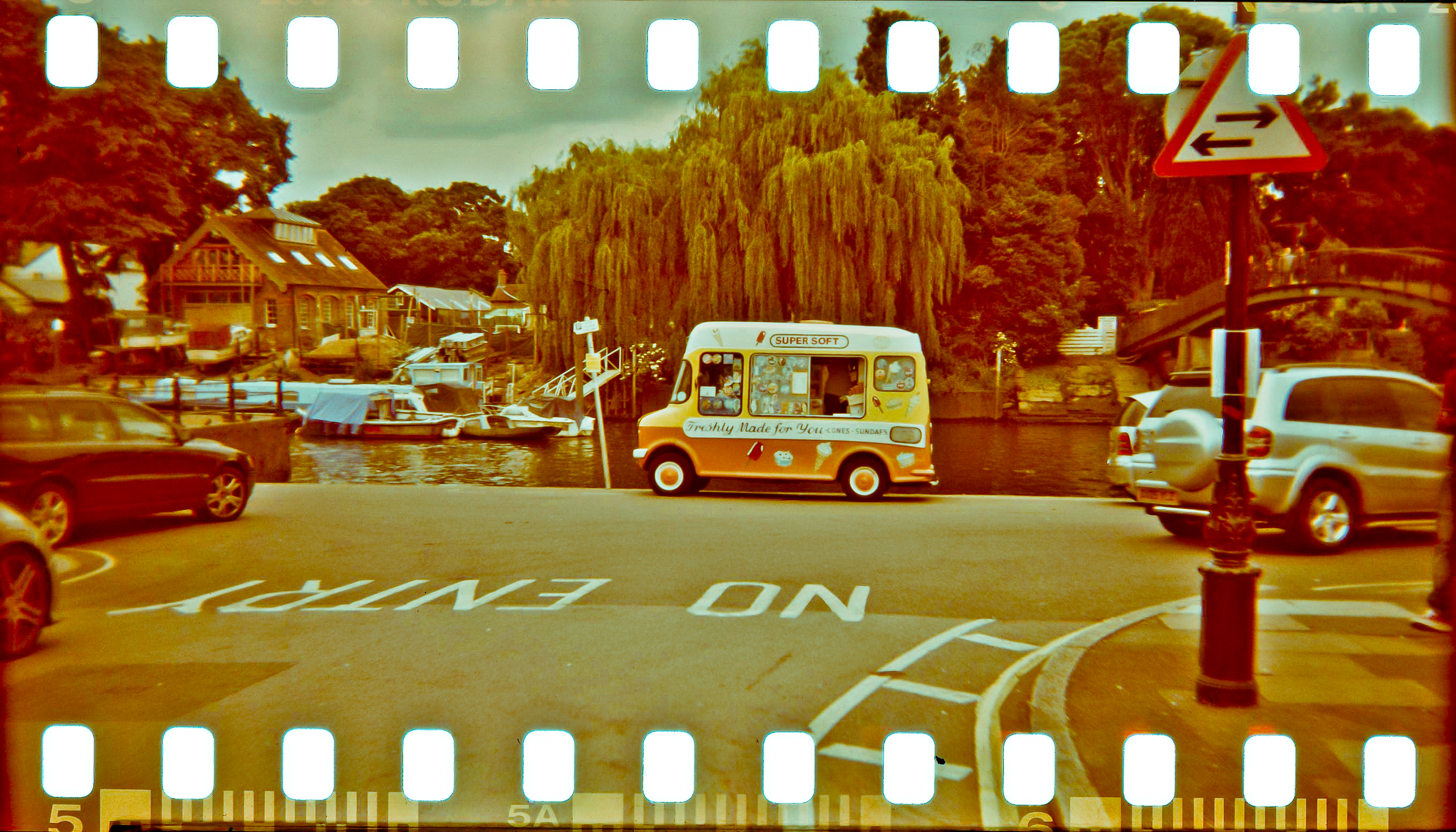
فیلم نگاتیو کداک کالر پلاس که با هولگا گرفته شده و با شیمی E-6 پردازش شده‌است
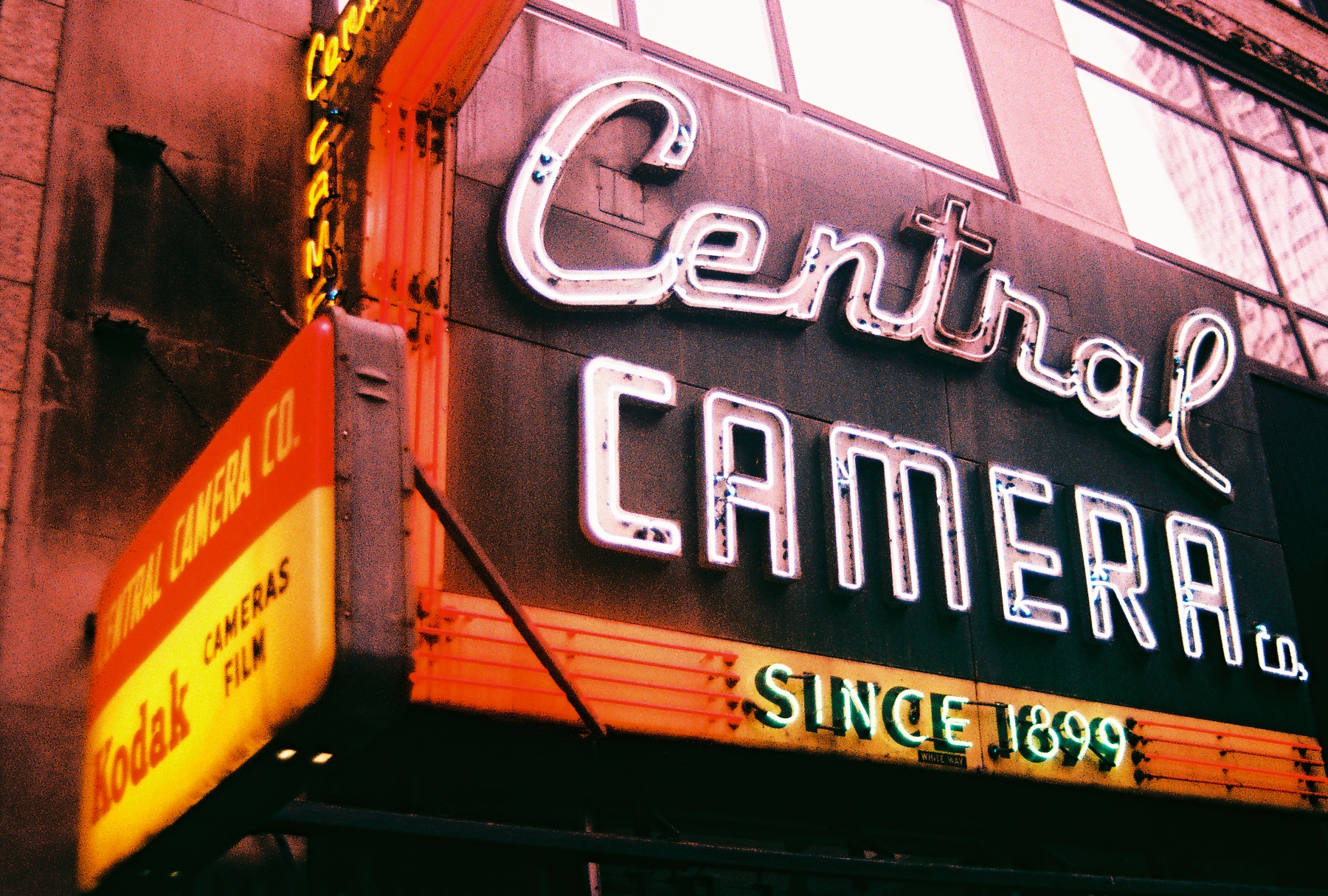
فیلم اسلاید Fuji Sensia با شیمی C-41 پردازش شده‌است